# Marie Nielsen

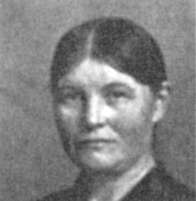

Marie Nielsen (* 23. Dezember 1875 in Nørre Herlev (Nordseeland); † 4. April 1951 in Kopenhagen) war eine dänische Kommunistin und Frauenrechtlerin.

## Leben
Ihre Eltern waren der Kleinbauer Peder Nielsen (1836–1910) und dessen Ehefrau Anne-Marie, geb. Tygesen (1839–1921). Marie Nielsen war Lehrerin und seit 1908 ein aktives Mitglied der dänischen Sozialdemokraten und deren Jugendverband. 1912 machte sie ihr Lehrerexamen mit einer Abschlussarbeit über die deutsche Sozialdemokratie. Auf dem Parteitag 1915 wurde sie als Stellvertreter für Herman Trier in den Vorstand der Partei gewählt. Sie nahm an der dritten Tagung der Zimmerwalder Konferenz in Stockholm 1917 teil und stand in engem Kontakt mit schwedischen linken Sozialisten wie Zeth Höglund.
Inspiriert durch die Russische Revolution trat sie aus der dänischen Sozialdemokratie aus und gründete 1918 die kommunistische Socialistisk Arbejderparti (SAP) (Sozialistische Arbeiterpartei), welche Mitglied der Komintern wurde. Nielsen übernahm die Position der Chefredakteurin des Parteiorgans. Wegen ihrer revolutionären Artikel wurde sie im Herbst 1918 zu 18 Monaten Gefängnis verurteilt. Nach einer Berufungsverhandlung vor dem Obersten Gericht Dänemarks wurde die politisch motivierte Strafe auf 6 Monate Gefängnis reduziert, die zum Zeitpunkt des Urteils gerade abgelaufen waren. Die Socialistisk Arbejderparti  wurde 1919 wieder aufgelöst. Marie Nielsen trat zusammen mit Martin Andersen Nexø in die Venstresocialistisk Parti (Linkssozialistische Partei) ein, die sich 1920 der kurz zuvor gegründeten Danmarks Kommunistiske Parti (DKP) (Dänemarks Kommunistische Partei) anschloss. Sie wurde eine der wichtigsten Repräsentantinnen der DKP in den 1920er Jahren.
Bereits 1920 wurde sie als Vertreterin des Kommunistischen Lehrerklubs zum 2. Kongress der Komintern nach Petrograd entsandt. In den folgenden Jahren gehörte sie zur Linksopposition innerhalb der Kommunistischen Weltbewegung.
1925 gründete sie zusammen mit Inger Gamburg die Arbejderkvindernes Oplysningsforening (Aufklärungsverein der Arbeiterfrauen), die als erste Frauenorganisation in Dänemark für die Freigabe von Schwangerschaftsabbrüchen eintrat.
Weil sie sich nicht von Leo Trotzki distanzieren wollte, wurde sie 1928 aus der DKP ausgeschlossen. Aber auch in den folgenden Jahren war sie eine der Rednerinnen auf den zentralen Veranstaltungen zum internationalen Frauentag in Dänemark.

## Schriften (Auswahl)
- 1920: Die Situation in Dänemark; in: Organ des Exekutivkomitees der Kommunistischen Internationale (Hrsg.): Die Kommunistische Internationale, Nr. 11–12, Juni–Juli, Petrograd.
- 1927: Revolution.
- 1937: Kampen om Trotzki.
- 1975: Revolution. Mit einer Auswahl von Zeitungsartikeln von Marie Nielsen
- 1990: Freundschaft und Revolution. Der Briefwechsel zwischen Marie Nielsen und Martin Andersen Nexø. Hg von Børge Homann und Morten Thing.